# Liste der Mitglieder des Landtages (Freistaat Braunschweig) (6. Wahlperiode)
Diese Liste gibt einen Überblick über alle Mitglieder des Landtags des Freistaates Braunschweig in der 6. Wahlperiode (1930 bis 1933).

## A
- Friedrich Alpers (NSDAP)

## B
- Franz Baier (SPD, VSPD) (nur 1930)
- Carl Baumann (Bürgerliche Einheitsliste, NSDAP)
- Kurt Bertram (NSDAP)
- Fritz Beulshausen (SPD) (nur 1930)
- Heinrich Bode (NSDAP) (nur 1933)
- Ernst Böhme (SPD)
- Albert Brandes (Bürgerliche Einheitsliste, NSDAP)
- Erich Bruns (NSDAP) (nur 1933)
- Otto Buchheister (NSDAP)

## C
- Gustav Claus (NSDAP) (nur 1933)

## D
- Karl Deecke (NSDAP) (nur 1933)
- Hermann Dröge (NSDAP) (nur 1933)
- Albert Duckstein (NSDAP)

## F
- Reinhard Fäthe (NSDAP) (nur 1933)
- Karl Förstmann (NSDAP) (nur 1933)
- Gerhard von Frankenberg (SPD)
- Gustav Frede (Bürgerliche Einheitsliste)

## G
- Gustav Giesecke (NSDAP) (nur 1933)
- Paul Gmeiner (KPD)
- Hulda Graf (SPD)
- Franz Groh (NSDAP) (ausgeschieden im Dezember 1931)
- Hans-Udo von Grone (Bürgerliche Einheitsliste, NSDAP)

## H
- Wilhelm Hesse (NSDAP) (nur 1933)

## J
- Heinrich Jasper (SPD)

## K
- Erich Kämpfert (NSDAP) (nur 1933)
- Wilhelm Kassel (SPD)
- August Klages (SPD)
- Dietrich Klagges (NSDAP)
- August Knop (NSDAP)
- Alfons Kruse (NSDAP) (nur 1933)

## L
- Friedrich Lachmund (NSDAP) (nur 1933)
- Erich Langebartels (NSDAP) (nur 1933)
- Herbert Lehmann (NSDAP) (nur 1933)
- Richard Lippe (NSDAP) (nur 1933)
- Karl Löbbecke (Bürgerliche Einheitsliste)

## M
- Berthold Maack (NSDAP) (nur 1933)
- Fritz Madel (NSDAP)
- Gerhard Marquordt (Bürgerliche Einheitsliste)

## N
- Günther Nebelung (NSDAP) (nur 1933)

## Ö
- Wilhelm Öhlmann (Bürgerliche Einheitsliste)

## P
- Bernhard Pfeiffer (SPD)
- Karl Poth (SPD)

## R
- Kuno Rieke (SPD)
- Albert Rohloff (SPD)
- Ernst August Roloff (Bürgerliche Einheitsliste)
- Robert Roloff (SPD)

## S
- Karl Sauke (NSDAP) (nur 1933)
- Kurt Schmalz (NSDAP)
- Adolf Schmidt (NSDAP)
- Alfred Schmidt (Bürgerliche Einheitsliste, NSDAP)
- Albert Schneider (NSDAP)
- Walter Schrader (DStP)
- Julius Schulz (SPD)
- Theodor Seggelke (NSDAP) (nur 1933)
- Heinrich Siems (SPD)
- Gustav Steinbrecher (SPD)

## T
- Otto Thielemann (SPD)

## V
- Hermann Vahldiek (Bürgerliche Einheitsliste)

## W
- Heinrich Wessel (Bürgerliche Einheitsliste)
- Ernst Winter (KPD)
- Gustav Wolter (SPD)

## Z
- Wilhelm Zinsser (NSDAP) (nachgerückt am 16. Dezember 1931 für Franz Groh)
- Ernst Zörner (NSDAP)